# Копровський Потік
Копровський Потік (словац. Kôprovský potok) — річка в Словаччині; один з витоків Белої, протікає в окрузі Попрад.
Довжина — 14 км.
Витікає в масиві Високі Татри на висоті приблизно 1385 метрів під Вишнім Копровським Седлом.
Протікає Копровою долиною. Злучається з Тихим Потоком на висоті 976 метрів — утворюється річка Бела.